# 演劇集団和歌山
演劇集団和歌山（えんげきしゅうだんわかやま）は日本のアマチュア劇団。1970年結成。稽古場でもある和歌浦小劇場や、県民文化会館、和歌の浦アートキューブなどで公演。
これまで現代作家の作品や海外の古典、和歌山の歴史に題を得た創作劇などさまざまな作品に取り組んできた。劇団員は11名。多種多様な職業の団員が在籍し、年に数回オーディションを開催している。

## 沿革
- 2000年、和歌山青年会議所「アゼリア賞」受賞
- 2004年、和歌山県「文化奨励賞」受賞
- 2010年、和歌山市「文化奨励賞」受賞。結成40周年を迎える。

## 劇団員
50音順。劇団代表：植田幸男
- 足羽輝修
- 植田幸男
- 植西一義
- 樫尾裕美
- 鎌田昌信
- 楠本幸男
- 久保聡史
- 下崎浩
- 城向博子
- 水口広平
- 山入桂吾

## 過去の公演
- 1970年「夜」「署名」「モーレツ教育」
- 1971年「おばあさんと酒と役人と」（作・ふじたあさや）「深い疵」（作・黒澤参吉）
- 1972年「蝉時雨の中で」（作・須間一）
- 1973年「三角帽子」（作・アラルコン）「蝉時雨の中で」（作・須間一）「花刀」（作・多田徹）
- 1974年「泣いた赤鬼」（作・さいとうさとし）「花刀」（作・多田徹）「アンネの日記」（作・アンネ・フランク）
- 1975年「分裂気質」（作・勝山俊介）「花刀」（作・多田徹）
- 1976年「アンネの日記」（作・アンネ・フランク）「寝太郎の夢」（作・楠本幸男）「花刀」（作・多田徹）「夜の来訪者」（作・プーリーストーリー）
- 1977年「アンネの日記」（作・アンネ・フランク）「花刀」（作・多田徹）「「寝太郎の夢」（作・楠本幸男）「バラのいれずみ」（作・テネシー・ウィリアムズ）
- 1978年「だくだく」（作・谷あらた）「天狗裁判」（作・谷あらた）「耳なし芳一ばなし」（作・ラフカディオ・ハーン）「お笑いまぬけ泥」（作・谷あらた）
- 1979年「濯ぎ川」（作・飯沢匡）「プロポーズ」（作・チエホフ）「耳なし芳一ばなし」（作・ラフカディオ・ハーン）「河童詫証文」（作・栗原省）「ルリュ爺さんの遺言」（作・阪中正夫）
- 1980年「河向こう」（作・和田澄子）「峠をこえて」（作・森井淳）
- 1981年「二十二夜待ち」（作・木下順二）「橋」「リディチェからの花」（作・Mフラッティ）
- 1982年「橋」（作・Mフラッティ）「幽霊哀話」（作・芳地隆介）「喪失速度」（作・鈴木正人）
- 1983年「かすみあみ」（作・岡安伸治）「泰山木の木の下で」（作・小山祐士）
- 1984年「瞼の母」（作・長谷川伸）
- 1985年「妖かし」（作・矢代静一）「情無用荒川太鼓」（作・森井淳）
- 1986年「情無用荒川太鼓」（作・森井淳）「親父の説教」（作・ギイ・フォワシイ）
- 1987年「病気」（作・別役実）「精霊流し」（作・岡部耕大）
- 1988年「太平洋ベルトライン」（作・岡安伸治）「鸚鵡とカナリア」（作・横内謙介）
- 1989年「落ちこぼれの神様」（作・園山土筆）「逆光線ゲーム」（作・清水邦夫）
- 1990年「沓掛時次郎」（作・長谷川伸）「蒲田行進曲」（作・つかこうへい）
- 1991年「操縦不能」（作・楠本幸男）「To YOU」（作・馬場田貴文）
- 1992年「かもめが帰る国」（作・楠本幸男）「リング・リング・リング」（作・つかこうへい）「ドリームエキスプレスAT」（作・岡安伸治）
- 1993年「ぼくらは生まれ変わった木の葉のように」（作・清水邦夫）「分からない国」（作・原田宗典）
- 1994年「きらめく星座」（作・井上ひさし）
- 1995年「操縦不能」（作・楠本幸男）
- 1996年「ザ・ウインズ・オブ・ゴッド」（作・今井雅之）「花いちもんめ」（作・宮本研）
- 1997年「ワンス・アポン・ア・タイム・イン京都Ⅲ」（作・鐘下辰男）「花いちもんめ」（作・宮本研）「イーハトーボの劇列車」（作・井上ひさし）
- 1998年「その時ぼくはコインを空高く投げた…」（作・田中守幸）「法王庁の避妊法」（作・飯島早苗、鈴木裕美）
- 1999年「花いちもんめ」（作・宮本研）「恋歌(ラブソング)がきこえる」（作・小池倫代）
- 2000年「馬-ファース-」（作・阪中正夫）
- 2001年「紙屋悦子の青春」（作・松田正隆）「ジンタ懐かしシネマの夜」（作・楠本幸男）「馬-ファース-」（作・阪中正夫）
- 2002年「海王」（作・楠本幸男）
- 2003年「リバーサイド‐うたごえ喫茶の青春‐」（作・楠本幸男）
- 2004年「月の砂漠」（作・楠本幸男）
- 2005年「風吹にひびく唄」（作・楠本幸男）
- 2006年「疾風世話人力車」（作・楠本幸男）
- 2007年「わりかん」（作・津々見俊丈）
- 2008年「黒い鳥‐孫一と紀州雑賀衆‐」（作・楠本幸男）「海と日傘」（作・松田正隆）
- 2009年「煙が目にしみる」（作・堤泰之）「ぬけがら」（作・佃典彦）
- 2010年「幻想列車」「水に浮かぶ城」（作・楠本幸男）
- 2011年「人騒がせなハイビスカス」（作・大沢ケイト）
- 2012年「冬のアフリカ」（作・楠本幸男）
- 2013年「ジンタ懐かしシネマの夜」（作・楠本幸男）
- 2014年「見果てぬ夢」（作・堤泰之）